# Apple Fifth Avenue
Apple Fifth Avenue es una Apple Store —una tienda de Apple— situada en Midtown Manhattan, Nueva York, Estados Unidos. Se encuentra en la exclusiva zona comercial de la Quinta Avenida entre las calles 49 y 60, frente a la Grand Army Plaza. Es considerada una de las varias tiendas insignia de Apple y es la tienda principal de la compañía en Nueva York.
La tienda se encuentra en una plaza pública situada junto al General Motors Building, construido en 1968. Su presencia al aire libre consiste en un cubo de 9.8 metros de lado situado en medio de la plaza, que tiene bancos y árboles. La tienda propiamente dicha está por debajo del nivel del suelo y tiene una escalera de caracol de acero reflectante, un ascensor, mesas de madera con productos de Apple y zonas diferenciadas para productos específicos de la marca.
Apple Fifth Avenue fue construida originalmente en 2006 y diseñada por Bohlin Cywinski Jackson. Fue renovada en 2011 para simplificar su fachada. Entre 2017 y 2019, la tienda fue reconstruida con aproximadamente el doble de espacio comercial y un diseño más moderno elaborado por Foster + Partners.

## Diseño
Apple Fifth Avenue está en la Quinta Avenida entre la Calle 58 y la Calle 59, frente al Hotel Plaza. La tienda se encuentra en una plaza pública construida en 1968 para el General Motors Building, frente a la Grand Army Plaza de Manhattan y la esquina sureste de Central Park.
Su diseño actual es resultado de la colaboración entre Foster + Partners y el director de diseño de Apple, Jony Ive, mientras que la estructura original fue diseñada por Bohlin Cywinski Jackson bajo la dirección de Peter Bohlin. Foster + Partners también diseñaron las tiendas de Apple en Miami, Chicago, Macao y Tokio, mientras que Bohlin Cywinski Jackson fue responsable del diseño de muchas tiendas de la marca, incluida una tienda anterior en el barrio del SoHo de Nueva York.

### Entrada cúbica

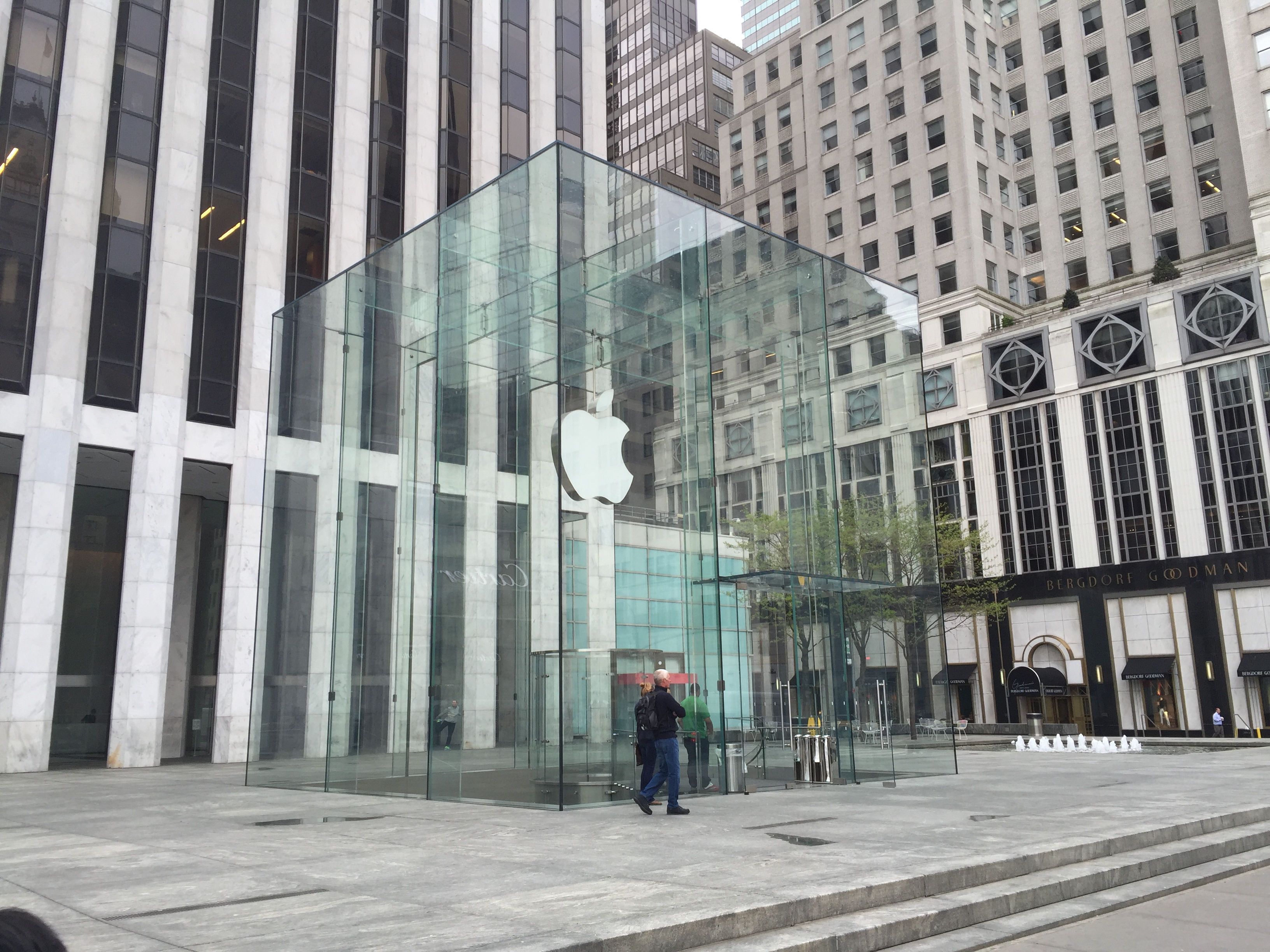
El cubo de quince paneles construido en 2011.

La tienda tiene un cubo de vidrio como entrada, que mide 9.8 metros de lado y tiene un logo suspendido de Apple en su interior. Originalmente, tenía una escalera de caracol de vidrio que rodeaba un ascensor panorámico cilíndrico para bajar a la tienda. En la época en que se construyó, la resistencia del vidrio arquitectónico estaba aumentando rápidamente, y por eso se usó vidrio multicapa para casi toda la estructura, junto con pequeños tornillos de acero inoxidable para unir entre sí los paneles de vidrio.
El cubo fue diseñado para motivar a las personas a entrar a la tienda, creando una «ceremonia de descenso» desde una entrada monumental sobre la plaza para enaltecer a los visitantes en lugar de desanimarlos haciendo que entraran a la tienda por el sótano. Este cubo de vidrio fue comparado con la Pirámide del Museo del Louvre en un artículo de 2005 de The New York Times y probablemente se inspiró en ella, dado que el propietario del rascacielos solicitó ideas a su arquitecto, Ieoh Ming Pei. Está compuesto por quince grandes paneles de vidrio, que no fueron sustituidos en la renovación de 2017–2019. En 2011 una renovación simplificó el diseño de los noventa paneles originales que componían la estructura e hizo que los paneles de vidrio encajaran a la perfección.
La entrada cúbica no tiene ningún letrero ni señal, salvo un gran logo iluminado de Apple, un elemento típico de las tiendas de la empresa que recuerda al quinto edificio insignia de Tiffany & Co., que solo usaba su emblemática estatua de Atlas para indicar la presencia de la tienda.

### Plaza

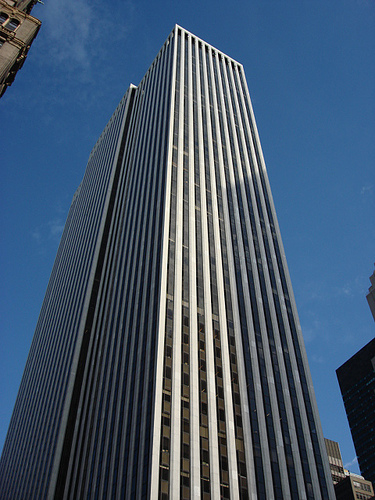
El General Motors Building desde la Calle 59.

Apple Fifth Avenue se encuentra en una plaza pública reconstruida durante la renovación de 2017–2019. La plaza tiene sesenta y dos tragaluces circulares translúcidos al ras de su suelo de piedra. También tiene dieciocho sky lenses (literalmente, «lentes del cielo») que funcionan como asientos y obras de arte público: se trata de carcasas oculares de acero reflectivo con cubiertas de vidrio que permiten contemplar la tienda por debajo de la plaza. Hay nueve sky lenses a cada lado de la entrada de la tienda, dispuestas en tres filas de tres.
La plaza también tiene conjuntos simétricos de acacias de tres espinas, plantadas en los extremos norte y sur de la plaza entre bancos y fuentes de poca altura. Las entradas secundarias tienen escaleras de piedra que descienden desde la plaza hasta la tienda, rodeadas por maceteros de piedra al nivel de la plaza. Estas entradas secundarias fueron añadidas durante la renovación de 2017–2019, después de que la popularidad de la tienda hubiera producido graves aglomeraciones en el diseño original.
Esta plaza fue construida originalmente para el General Motors Building como un espacio hundido de 4 metros de profundidad, que en la década de 1990 era considerado un «lugar desolado infrautilizado y poco atractivo» con césped artificial y espacio comercial en su mayor parte vacío. Fue elevada hasta el nivel de la calle en torno al 1999, un año después de que Donald Trump comprara el edificio. Su renovación implicó crear arboledas ligeramente elevadas en los extremos norte y sur e instalar fuentes, bancos y un pabellón comercial. La plaza fue reconstruida de nuevo en torno al 2005 durante la construcción de la tienda de Apple. Esta reconstrucción implicó nivelar la plaza aún más e instalar parapetos bajos con forma de L en las cuatro esquinas de la plaza para enmarcar su perímetro. También se instalaron piscinas decorativas poco profundas a ambos lados del cubo, rodeadas por mesas, sillas, maceteros y algunas acacias de tres espinas.

### Interior

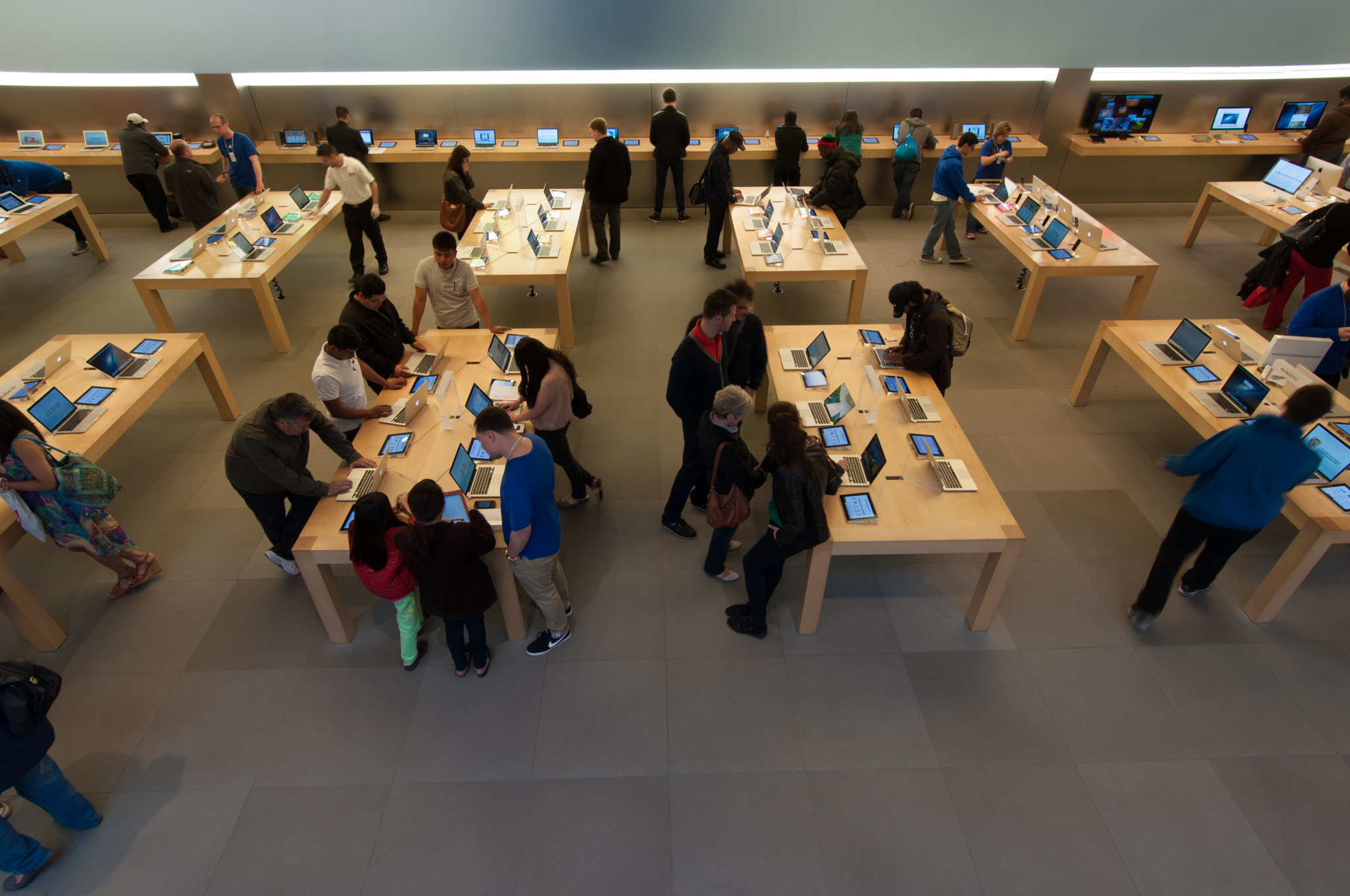
Parte del interior de la tienda en 2013.

Tras su inauguración original, el interior de la tienda se organizó alrededor de los diferentes usos de la tecnología de Apple, con zonas dedicadas a la creación de pódcasts y blogs, la edición de medios digitales y la organización de música. Desde la renovación de 2017–2019, la tienda tiene aproximadamente el doble de superficie interior y techos sustancialmente más altos. En esta renovación también se añadieron las dos entradas secundarias y se sustituyó la escalera de vidrio original por una de acero inoxidable. Las paredes interiores tienen esquinas redondeadas y están revestidas con piedra caliza italiana de color gris pálido con franjas sutiles. Los suelos son de terrazo blanquecino.
La tienda consta de una gran habitación principal rodeada por expositores. Este espacio también alberga mesas de madera y unidades de almacenamiento a juego. Las mesas tienen el doble de longitud que las mesas estándar de las tiendas de Apple, siendo la segunda tienda del mundo en incluirlas. También tiene dos hileras de árboles, y los maceteros circulares de estos árboles funcionan como bancos, tapizados con una tela de color caramelo sobre una base blanca. La Genius Bar de la tienda tiene como telón de fondo una gran pared de cultivo, y abarca toda la longitud de la tienda, el doble de su tamaño original antes de la renovación. La sala de exposiciones principal también tiene una amplia zona para clases y presentaciones en su extremo norte. En la pared norte está instalada una gran pantalla de televisión rodeada por asientos de madera.
El techo está perforado por ochenta tragaluces dispuestos en cuadrícula y rodeados por ledes que ajustan automáticamente su balance de blancos de blanco azulado a dorado para coincidir con el tono de la luz natural que entra en cada momento. Los pozos de luz de estos tragaluces son idénticos, tienen una sección circular y están rodeados por un tejido de punto que crea un efecto similar a una tienda de campaña.

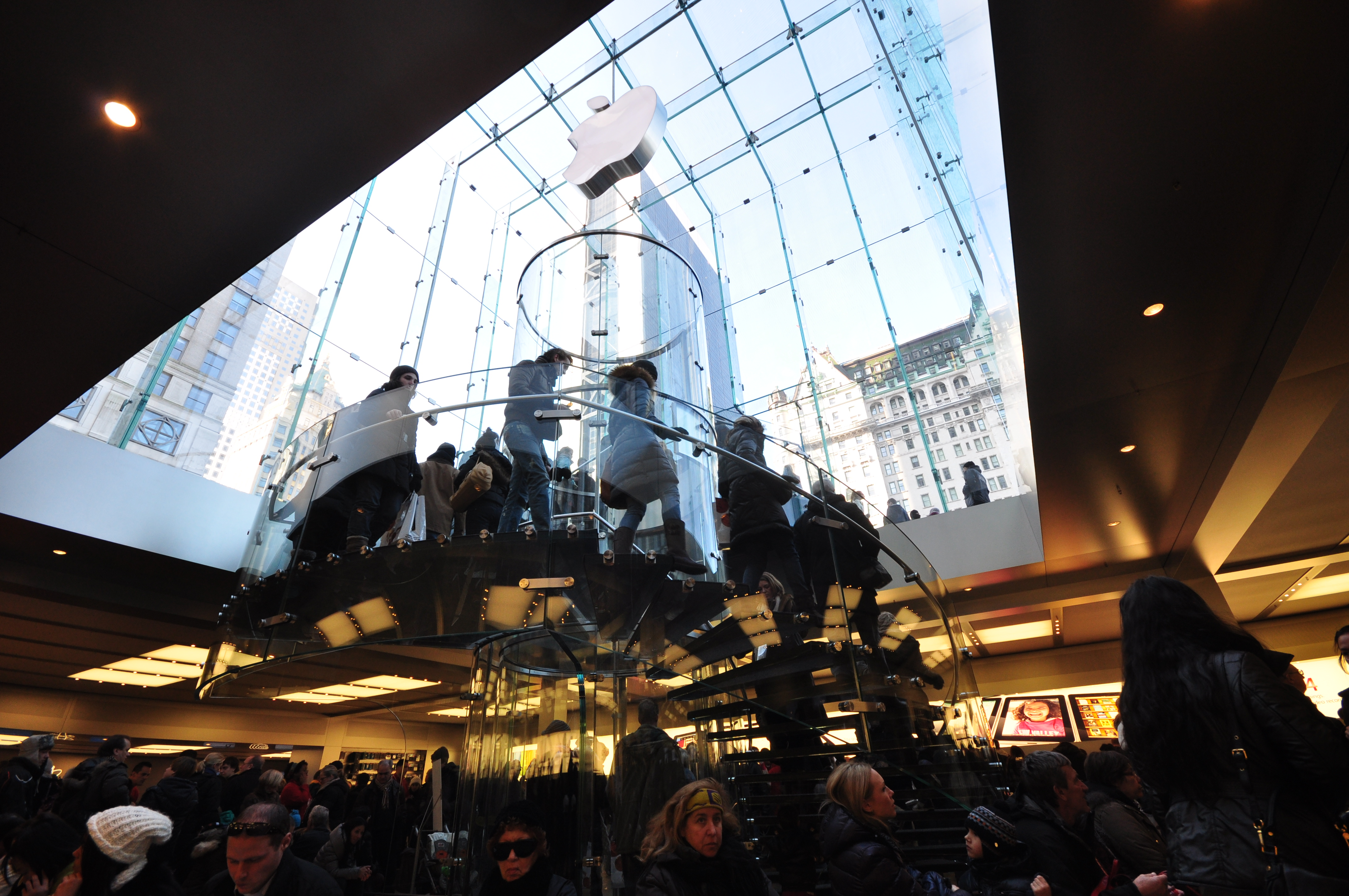
La escalera de vidrio original bajo la entrada de la Quinta Avenida.

La escalera de caracol central, que baja a la tienda desde la entrada cúbica de la plaza, fue rediseñada en 2017–2019. La escalera original estaba hecha principalmente de vidrio, mientras que la escalera actual tiene un cilindro y peldaños de acero inoxidable reflectante, con pequeñas paredes de vidrio alrededor de los escalones. El cilindro central alberga un ascensor con suelo y techo de vidrio. Su exterior sostiene los cuarenta y tres escalones en voladizo de la escalera, diseñados con curvas de Bézier, que evocan la forma de los productos de Apple. Las escaleras secundarias de la tienda están en sus lados norte y sur, con entradas esculpidas desde dentro de la tienda.
Entre las otras habitaciones de la tienda cabe mencionar las dos salas de juntas para reuniones y eventos privados, así como una «sala de experiencias» para mostrar cómo trabajan juntos los productos y servicios de Apple. Esta habitación tiene bancos de piel, mobiliario residencial y accesorios. También hay HomePods para reproducir Apple Music en esta parte más tranquila de la tienda. La sala de experiencias, añadida en la renovación de 2017–2019, es la segunda de los Estados Unidos y la tercera del mundo.

## Funcionamiento
La tienda tiene unos novecientos empleados, la mayoría de los cuales son bilingües; en conjunto, el equipo habla unos treinta y seis idiomas. Originalmente la tienda tenía trescientos empleados y recibió cinco mil solicitudes iniciales. Tras su inauguración, aproximadamente la mitad de ellos fueron asignados a proporcionar ayuda gratuita sobre el uso de los productos de Apple. Todos los empleados son asalariados, sin comisiones por ventas.
Desde su inauguración la tienda siempre está abierta a los clientes y no está cerrada a ninguna hora ni ningún día, un reconocimiento a la vibrante vida nocturna neoyorquina, siendo la única tienda de Apple del mundo que tiene este horario. La tienda incluye un Apple Watch Studio, una réplica de la herramienta online de la empresa para personalizar relojes inteligentes. Esta zona permite que los clientes elijan el tamaño del reloj, el material de la caja y las correas del reloj que van a adquirir. También tiene una habitación para probar los productos HomePod de la empresa.

## Historia

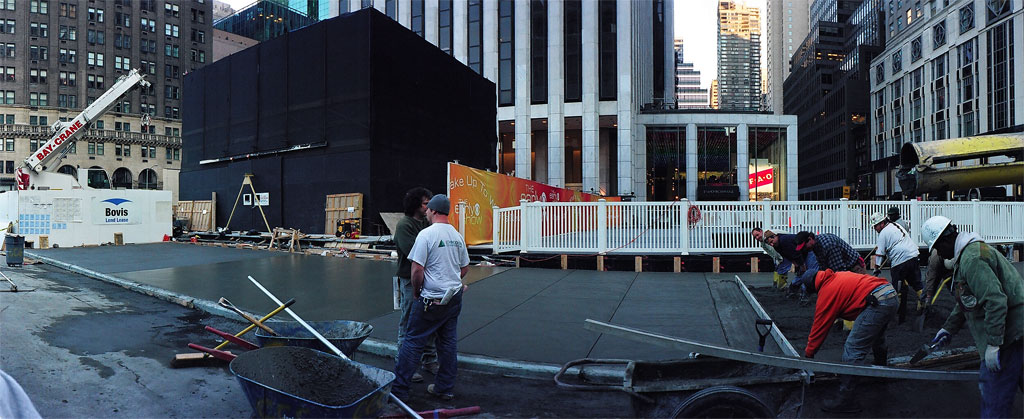
La construcción inicial en 2005.

La plaza y el General Motors Building ocupan una parcela que ha tenido numerosos usos diferentes. En 1890 se inauguró en ella el Savoy Hotel, que fue sustituido por el Savoy-Plaza Hotel en 1927. El Savoy-Plaza fue demolido en 1963 para construir el General Motors Building y su plaza, que se completaron en 1968.
El promotor e inversor inmobiliario Harry Macklowe compró el General Motors Building en 2003, y uno de sus primeros proyectos fue rentabilizar su gran plaza hacia la Quinta Avenida. Los arquitectos y expertos inmobiliarios la habían llamado «plaza problemática», considerando que era un gran espacio sin usar con una valiosa presencia hacia la calle y con un sótano vacío. Macklowe consideraba que este espacio era ideal para una tienda de la prometedora Apple, Inc. y en varias ocasiones presentó sus ideas al vicepresidente de bienes inmuebles de Apple, hasta que en noviembre de 2003 fue invitado a una reunión con el director ejecutivo de Apple, Steve Jobs. En esta reunión tomó forma la idea de una tienda insignia abierta 24/7 en este espacio, y a ella asistieron varios arquitectos y diseñadores, incluidos algunos del estudio Bohlin Cywinski Jackson, que había diseñado la Apple Store del SoHo. Jobs propuso construir un cubo de vidrio de 12 metros de lado en el centro de la plaza, mientras que Macklowe propuso un pabellón de vidrio cerca de la calle; ambas ideas terminaron fusionándose.
Macklowe consideraba que el cubo de 12 metros propuesto por Jobs era demasiado grande para el sitio, incumpliendo las restricciones urbanísticas y no armonizando con la escala del General Motors Building. Pensando que no convencería a Jobs sin una prueba visual, hizo que construyeran en la plaza una maqueta del cubo de 12 metros a altas horas de la noche. Los ejecutivos de Apple vieron la estructura a las 2 a. m. y estuvieron de acuerdo en que era demasiado grande. Entonces Macklowe hizo que desmantelaran la estructura, revelando un cubo de 9 metros en su interior, al que los ejecutivos de Apple dieron su aprobación. Posteriormente la tienda fue desarrollada en secreto y se construyó un prototipo en un almacén cerca del Apple Campus en Cupertino (California).
La tienda fue inaugurada el 19 de mayo de 2006, siendo la tienda número 147 de Apple. Inmediatamente atrajo largas filas de clientes y turistas; en su primer año la tienda registró unas ventas medias de un millón de dólares al día. Posteriormente el abogado inmobiliario de Macklowe lamentó que habían acordado un punto de parada «terriblemente bajo» para el alquiler porcentual de Apple, debido a que sus ingresos superaron con creces las expectativas iniciales.

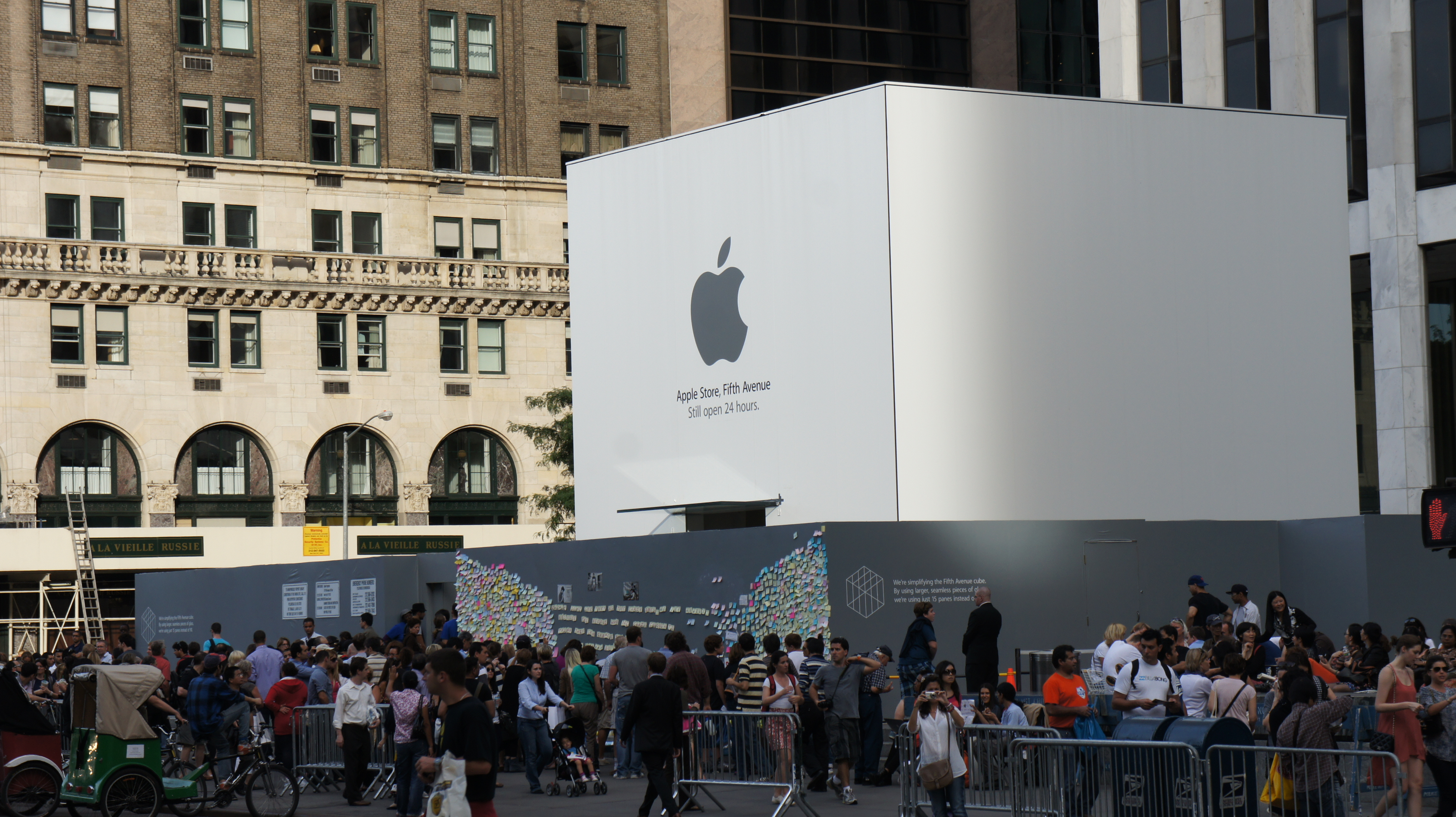
La tienda en 2011, en proceso de renovación y con homenajes a Steve Jobs.

En junio de 2011, Apple emprendió una renovación de cinco meses de la tienda, con un coste de 6.7 millones de dólares. Esta renovación simplificó el cubo de vidrio, reduciendo su número de paneles de noventa a quince, y realizó modificaciones menores en la plaza que lo rodea.
Entre 2017 y 2019, la tienda estuvo cerrada y fue reconstruida. Durante este periodo Apple se trasladó a un espacio temporal dentro del General Motors Building y mantuvo su horario 24/7/365. Este espacio, ocupado antiguamente por FAO Schwarz, fue considerado para albergar un anexo del Apple Store en torno a 2016, pero el precio del alquiler resultó un problema. La renovación implicó la demolición de la antigua tienda y la construcción de una nueva de acuerdo con el proyecto de Foster + Partners. El nuevo diseño casi duplicó la superficie de la tienda y aumentó sustancialmente la altura del techo excavando más profundo en el terreno. A principios de septiembre de 2019, unas semanas antes de la reapertura de la tienda, el nuevo exterior fue revelado; tenía una iridiscencia temporal, creada mediante una película envuelta alrededor del cubo de vidrio. La tienda reabrió el 20 de septiembre de 2019, coincidiendo con el lanzamiento del iPhone 11 y del Apple Watch Series 5.

## Recepción y legado

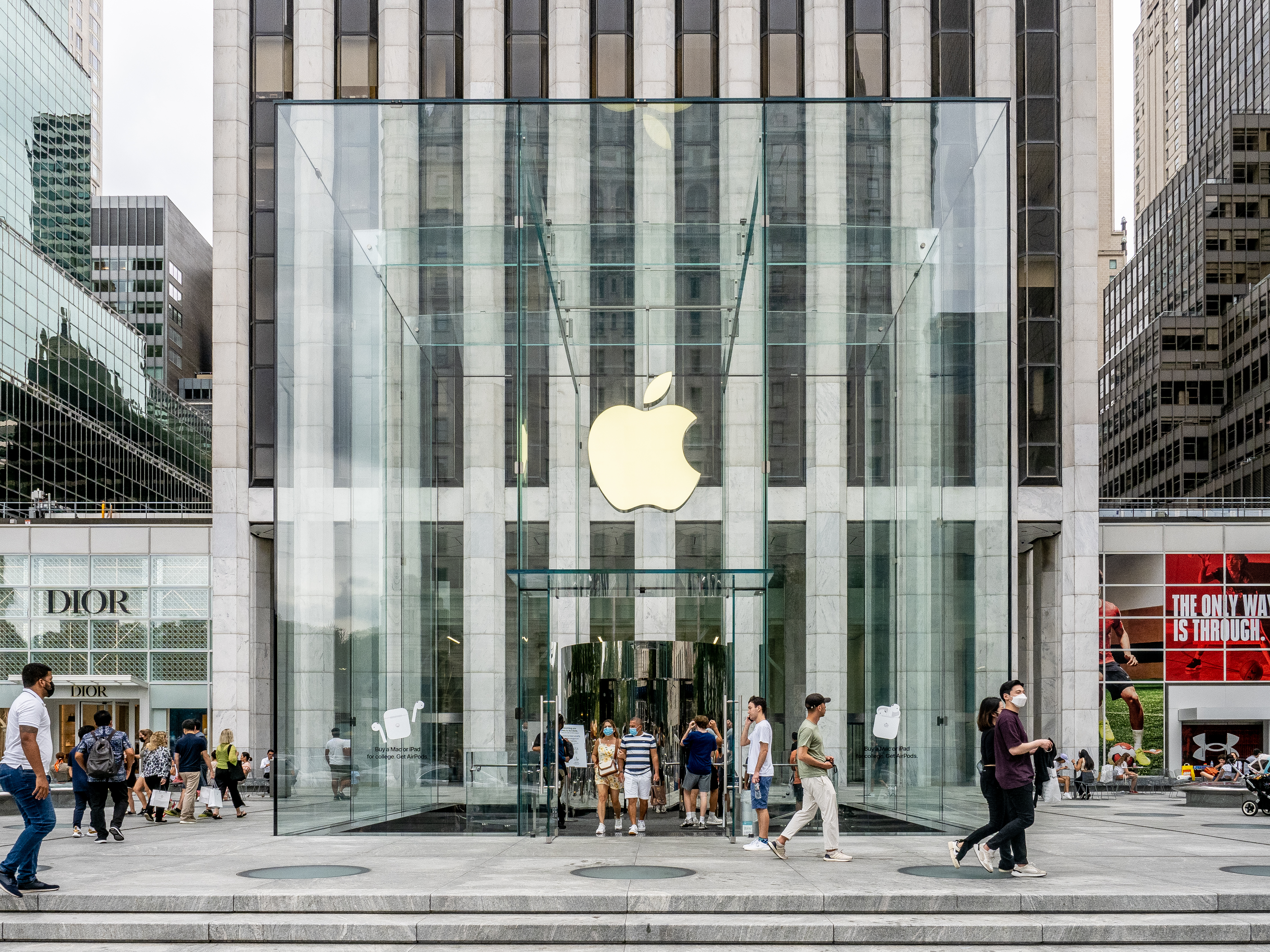
El cubo de vidrio de Apple Fifth Avenue en 2021.

Tras su inauguración, The New York Times analizó la tienda insignia, sosteniendo que «reafirmará la reputación de la empresa por su diseño inteligente». El periódico, sin embargo, describió muchas de sus funciones como «costosas indulgencias», como que casi la mitad de sus empleados estaban para proporcionar ayuda gratuita sobre cómo usar los productos de Apple, o que las multitudes usarían sus computadoras e iPods conectados a internet para consultar el correo electrónico, navegar por páginas web o escuchar música. Cuando la tienda reabrió en 2019, un crítico de Architectural Digest escribió: «Para muchos, ya es imposible imaginar la esquina sureste de Central Park sin ella».
La tienda es uno de los edificios más fotografiados de Nueva York. Un estudio de 2009 de la Universidad Cornell que analizaba las fotografías geoetiquetadas de todo el mundo concluyó que la tienda era el quinto lugar más geoetiquetado de Nueva York y el vigésimo octavo del mundo, siendo geoetiquetado en más fotografías que la Estatua de la Libertad. La tienda es vista favorablemente por el público. En America's Favorite Architecture, una encuesta pública realizada por el American Institute of Architects en 2006–2007, los encuestados la clasificaron en el puesto 53.º entre sus obras de arquitectura favoritas del país, y en el puesto 15.º en la ciudad y el estado. Además, el diseño de esta tienda ha inspirado elementos de otras tiendas posteriores de Apple, como la Apple Walnut Street en Filadelfia o la Apple Upper West Side en Nueva York, ambas diseñadas también por Bohlin Cywinski Jackson.